# Cuthbertson-Schneefeld
Das Cuthbertson-Schneefeld ist ein 340 m hoch gelegenes Schneefeld auf Laurie Island im Archipel der Südlichen Orkneyinseln. Es liegt östlich der Watson-Halbinsel.
Das UK Antarctic Place-Names Committee benannte es 1987 nach dem schottischen Maler William Alexander Cuthbertson (1882–1968), Teilnehmer an der Scottish National Antarctic Expedition (1902–1904) unter der Leitung des Polarforschers William Speirs Bruce, die 1903 auf Laurie Island überwinterte.